# کنعان (فیلم)
کنعان عنوان فیلمی سینمایی ساخته مانی حقیقی و نویسندگی اصغر فرهادی و مانی حقیقی محصول سال ۱۳۸۶ ایران است. داستان فیلم روایتگر بخشی از زندگی مینا (ترانه علیدوستی) و مرتضی (محمدرضا فروتن) را در شرایط سخت و آستانه طلاق است.

## خلاصه داستان
مینا که زمانی دانشجوی مرتضی بوده، پس از ده سال زندگی مشترک با وی، تصمیم می‌گیرد از او جدا شود و برای ادامه تحصیل به کانادا برود، اما مرتضی که از این تصمیم ناخرسند است، تمام تلاش خود را معطوف منصرف کردن او از تصمیمش می‌کند، تا اینکه روزی متوجه می‌شود مینا موضوع طلاقشان را با عزیز، مادر بیمار مرتضی، در میان گذاشته‌است.

## بازیگران
| بازیگر         | نقش       |
| -------------- | --------- |
| محمدرضا فروتن  | مرتضی     |
| ترانه علیدوستی | مینا      |
| افسانه بایگان  | آذر       |
| بهرام رادان    | علی رضوان |
| حسن معجونی     | محسن      |
| نقی سیف‌جمالی   | دایی باقر |